# 閻宇 (弘治進士)
閻宇（1457年—？），字大啟，陝西西安府商州人，匠籍，明朝政治人物。

## 生平
成化十三年（1477年）丁酉科陝西鄉試第一名舉人。弘治九年（1496年）中式丙辰科會試第一百七十七名，三甲第一百四十三名進士。

## 家族
曾祖閻銓；祖父閻英，封監察御史；父閻佐，浙江副使。母宋氏（贈孺人）；繼母王氏（封孺人）。重庆下。